# Казак Клит
Казак Клит (Хлит, англ. Khlit the Cossack) — цикл литературных произведений американского писателя и историка Гарольда Лэмба, посвящённых одноимённому персонажу-казаку.

## Персонаж
По описанию Лэмба странствующий казак Клит не имеет ничего общего со стереотипными героями американского романа: он не герой-любовник, не молод и не ведёт себя эпатажно, не западает читателю в глаза. Является превосходным всадником, а также великолепным фехтовальщиком. Сабля, с которой он не расстаётся, сама представляет собой предмет для отдельного рассказа, и имеет интересное прошлое, которое Клит рассказывает в ходе своих приключений. Он груб и капризен, и в то же время он защищает невинных, когда это в его силах. Он твердо верит в правосудие с оружием в руках, и является набожным в своей вере, хоть и не уделяет много времени молитве. Острый же ум помогает ему выжить во множестве предательств и интриг.
В начале своих приключений Клит уже староват, и вынужден оставить казацкую службу, на просьбу его казацких собратьев, что считают его престарелым для того чтобы оставаться атаманом. Но Клит вряд ли готов провести остаток жизни в монастыре с другими казаками, что постриглись в монахи оставив службу, поэтому он отправляется на поиски приключений и чтобы увидеть мир.
В статье, написанной для журнала «Pulpdom», Эл Любек так описывает страны, которые посетил Клит: «Обогнув Центральную Азию, Клит встречает персов, туркмен, узбеков, калмыков, китайцев, раджпутов, арабов — чаще всего он чествуєт их своей саблей. Он путешествует озером Байкал, посещает Самарканд, Индостан, Пенджаб и Кашмир, Китай, реку Керулан, Тибет, Афганистан».

## Цикл рассказов
Рассказы выходили в печать в период между 1917 и 1926 в популярном литературном американском журнале Adventure и посвящены жизни и приключениям запорожского казака Клита во времена правления Бориса Годунова.
1. Khlit (1917)
2. Wolf’s War (1918)
3. Tal Taulai Khan (1918)
4. Alamut (1918)
5. The Mighty Manslayer (1918)
6. The White Khan (1918)
7. Changa Nor (1919)
8. Roof of the World (1919)
9. The Star of Evil Omen (1919)

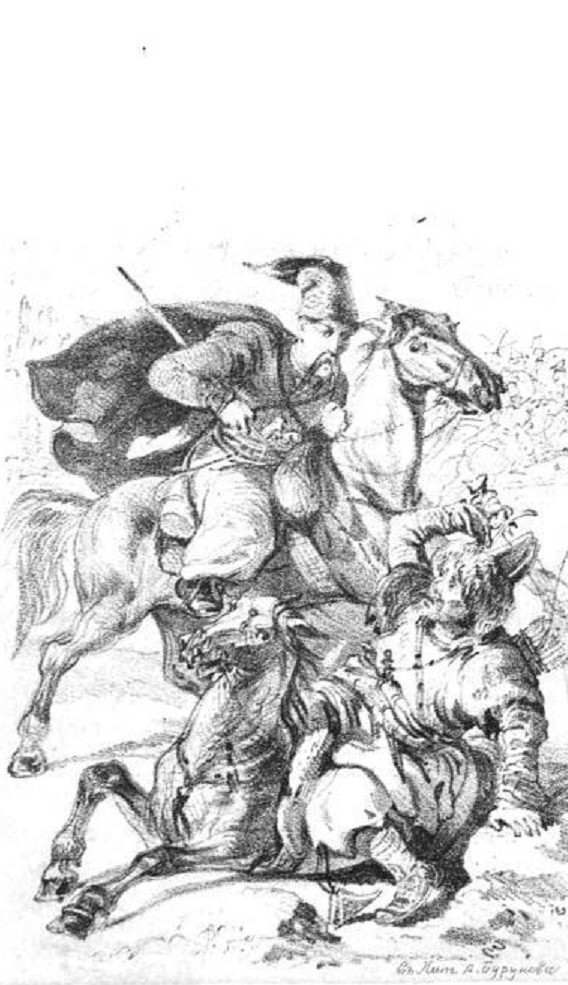
Запорожский казак (слева), рисунок А. Бурунова

10. The Rider of the Gray Horse (1919)
11. The Lion Cub (1920)
12. Law of Fire (1920)
13. The Bride of Jagannath (1920)
14. The Masterpiece of Death (1920)
15. The Curved Sword (1920)
16. Bogatyr (1925)
17. White Falcon (1925)
18. The Winged Rider (1926)
19. The Wolf Master (1926)

## Влияние
Роберт Говард, создатель Конана и многих других героев, называл Лемба своим любимым автором и в его творчестве можно увидеть влияние Лемба в некоторых из историй Говарда. Некоторые произведения, такие как «Вероотступники», описывают приключения казаков. Сам Конан некоторое время являлся гетманом «доисторических» запорожских казаков времён вымышленной Хайборийской эры. Однако самой известной работой Говарда касающейся казаков считается исторический роман Тень стервятника, в котором одним из главных персонажей выступает Соня из Рогатино, казачка-воительница, воюющая против турецкого нашествия, в Битве при Вене 1529 года. Известный автор комиксов Рой Томас переделал описание персонажа-казачки сделав из неё воительницу Соню времён Конана.